# ギー・モレ
ギー・モレ（Guy Mollet、1905年12月31日 - 1975年10月3日）は、フランスの政治家。1956年から1957年まで閣僚評議会議長(首相)を務めた。フランス社会党所属。

## 生い立ち、初期の経歴、第二次世界大戦
1905年12月31日北仏ノルマンディー、オルヌ県フレールに織物工の家庭に生まれる。ルアーヴルで学び、教師となる。（旧）フランス社会党（SFIO）に入党し、党員として積極的に活動した。1928年パ＝ド＝カレー県党書記に選出される。1939年第二次世界大戦が勃発するとフランス陸軍に志願するが、ドイツ軍の捕虜となる。7ヶ月後に釈放されるが、レジスタンス運動に参加。活動中、3回ゲシュタポ（ドイツ国家秘密警察）に逮捕されている。

## 戦後
1944年パ＝ド＝カレー県から総選挙に立候補し、国民議会議員に当選する。1946年にはレオン・ブルムの支持を得て、ダニエル・マイエールの後を襲って、社会党（SFIO）書記長に選出される。モレは社会党内では左派を代表し、中道派の結集によってもたらされるであろう社会主義イデオロギーの溶解を危惧していた。もっとも彼はこのようないわばマルクス主義の思潮を持ちながらも、現実的には第四共和政成立後、社会党と中道、中道右派との協力関係を保っていた。
閣僚としては、すでに1946年に副首相格の国務大臣として入閣しており、1950年ルネ・プレヴァン内閣で欧州関係担当相、1951年アンリ・クイユ内閣の副首相、欧州評議会フランス代表、社会主義者グループ議長を歴任している。1951年から1969年まで社会主義インターナショナルの副議長も務めた。

## 首相
1956年総選挙では、中道左派勢力の結集に動き、急進社会党（急進党）のピエール・マンデス＝フランス、フランソワ・ミッテランの民主社会抗戦同盟、ジャック・シャバン＝デルマスの社会共和派（ド・ゴール派）の一部と共和主義戦線を結成。マンデス＝フランスを擁立して、アルジェリア問題の平和的解決を主張した。結果として共和主義戦線は躍進したものの過半数を得られず、国民の支持を得ていたマンデス＝フランスですらフランス共産党と人民共和派（MRP）の反対で政権に就けなかった。このためルネ・コティ大統領はモレを首相に任命し、ここにギー・モレ内閣が成立した。モレ内閣は1956年2月から1957年5月まで約16ヶ月在任したが、これは第四共和政における最長期政権であった。

### スエズ紛争
モレは、国内問題に多くの力を傾注したかったが、アルジェリア問題はそれを許さなかった。このアルジェリア問題に大きな影響を与えているのが、スエズ危機であった。エジプトのナセル大統領は、スエズ運河国有化を宣言し、大きな国際問題となっていた。

## 英仏合併計画
彼がフランスとイギリスの合併を提案していたことが2007年にイギリス側の英国国立公文書館の公文書で判明した。
1956年にモレはイギリスを訪問したときに同国のアンソニー・イーデン首相に「フランスとイギリスの合併」を打診。しかし、イーデン首相はこの申し出を拒否した。
すると、モレは「イギリス連邦へのフランスの加盟」を提案した。彼は「フランス国民はエリザベス女王を君主に戴くことに抵抗はない」と言ったが、イーデンは「フランス国民が英国王を奉戴するのは難しいことを彼は理解できないようだ」と側近に語っている。
このモレの提案には当時のフランスの置かれていた状況が影響している。当時のフランスは、第二次世界大戦の戦勝国であったものの、実質的にはナチス・ドイツに敗北したという屈辱感に打ちひしがれていた。さらに戦後のスエズ動乱やインドシナ戦争、アルジェリア戦争に苦しめられ大国としての自信を失っていた。
モレはそんなフランスに対し、第2次世界大戦では戦勝国として活躍し、戦後は充実した福祉政策をしいていたイギリスに大変な憧れを持っていた。それが、『英仏合併計画』となって現れたと考えられる。